# Dalbello
Dalbello, pseudonimo di Lisa Dal Bello (Toronto, 22 maggio 1959), è una cantautrice e polistrumentista canadese.

## Discografia

### Album studio
- 1977 - Lisa Dal Bello
- 1979 - Pretty Girls
- 1981 - Drastic Measures
- 1984 - Whomanfoursays
- 1987 - She
- 1996 - Whore

### Live
- 2015 - Live at Rockpalast

## Curiosità
- Il pezzo Gonna Get Close to You, dell'album Whomanfoursays, è stato riproposto dalla band statunitense Queensryche, nell'album Rage for Order (1986)
- Ha doppiato nella versione americana dell'anime Sailor Moon fatta dalla DiC il personaggio di Droido.
- Nel 1985 ha partecipato all'album It's All in the Game (versione inglese dell'album Feuer und Flamme) del gruppo musicale tedesco Nena, adattando i testi delle canzoni in inglese.